# Glypta popofensis
Glypta popofensis är en stekelart som beskrevs av William Harris Ashmead 1902. Glypta popofensis ingår i släktet Glypta och familjen brokparasitsteklar. Inga underarter finns listade i Catalogue of Life.